# 斯泰茜·德拉吉拉
斯泰茜·德拉吉拉（英語：Stacy Dragila，1971年3月25日—），美国女子田径运动员，主攻撑竿跳高。她曾代表美国参加2000年、2004年夏季奥林匹克运动会田径比赛，获得一枚金牌。她还曾在世界田径锦标赛上获得两金。她在田径生涯中曾18次打破世界纪录。